# The Catch (album)
Albums de Nazareth
Sound Elixir
(1983) Cinema
(1986)
The Catch est le quinzième album studio du groupe écossais Nazareth, sorti en septembre 1984.

## The Catch
1. Party Down (Pete Agnew/Manny Charlton/Dan McCafferty/Darrell Sweet) [6 min 25 s]
2. Ruby Tuesday (Mick Jagger/Keith Richards) [3 min 27 s][1]
3. Last Exit Brooklyn (Pete Agnew/Manny Charlton/Dan McCafferty/Darrell Sweet) [3 min 58 s]
4. Moondance (Pete Agnew/Manny Charlton/Dan McCafferty/Darrell Sweet) [4 min 43 s]
5. Love Of Freedom (Pete Agnew/Manny Charlton/Dan McCafferty/Darrell Sweet) [4 min 28 s]
6. This Month's Messiah (Pete Agnew/Manny Charlton/Dan McCafferty/Darrell Sweet) [5 min 16 s]
7. You Don't Believe In Us (Pete Agnew/Manny Charlton/Dan McCafferty/Darrell Sweet) [6 min 37 s]
8. Sweetheart Tree (Pete Agnew/Manny Charlton/Dan McCafferty/Darrell Sweet) [3 min 01 s]
9. Road To Nowhere Carole King/Gerry Goffin) [4 min 01 s][2]
10. Do You Think About It (Bonus - Face B de "Ruby Tuesday") (Pete Agnew/Manny Charlton/Dan McCafferty/Darrell Sweet) [3 min 46 s]
11. Party Down (Bonus - single version) [4 min 53 s]

## Musiciens
- Dan McCafferty (chant)
- Manny Charlton (guitares)
- Pete Agnew (basse, chant)
- Darrell Sweet (batterie, chant)

## Crédits
- Produit par John Eden
- Enregistré et mixé aux Castlesound Studios, Pentcaitland (Écosse) par Calum Malcolm